# Groupe Nouveau Centre
De Groupe Nouveau Centre, Nederlands: Groep van het Nieuwe Centrum, was een parlementaire groepering of fractie in de Franse Assemblée nationale, die van 2007 tot 2012 bestond. Dat was dus gedurende de tijd dat Nicolas Sarkozy de president van Frankrijk was.
De groep volgde de Groupe Union pour la démocratie française op.
De fractie, die grotendeels uit afgevaardigden van de politieke partij Nouveau Centre bestond, kwam op 26 juni 2007 tot stand en vormde samen met de afgevaardigden van de Union pour un Mouvement Populaire de centrumrechtse meerderheid in de Assemblée nationale. 
De fractie, die 24 leden telde, ging na de parlementsverkiezingen van 2012 in de Groupe Union des démocrates et indépendants op.

## Partijen
Deelnemende partijen met bijbehorend aantal leden
- Nouveau Centre 22
- Alliance centriste 2

## Fractievoorzitters
- 6 juli 2011 - 19 juni 2011 : Yvan Lachaud
- 29 juni 2011 - 6 juli 2011 : Hervé de Charette, ad interim
- 26 juni 2007 - 29 juni 2011 : François Sauvadet

## Leden
- Hervé Morin
- Jean-Christophe Lagarde
- Hervé de Charette